# 羅伯特森灣
71°25′S 170°0′E / 71.417°S 170.000°E
羅伯特森灣是南極洲的海灣，位於維多利亞地的彭內爾海岸，在1841年由英國探險家詹姆斯·克拉克·羅斯發現，以探險船上的外科醫生命名。